# プレイターズ準男爵
プレイターズ準男爵（英: Playters baronet）は、かつて存在したイギリスの準男爵位。ジェームズ1世が1623年に「最後の準男爵位の創設」としてサフォークの地主トマス・プレイターズに対して与えたが、1832年に第8代準男爵サー・ウィリアム・プレイターズの死をもって廃絶した。

## 歴史

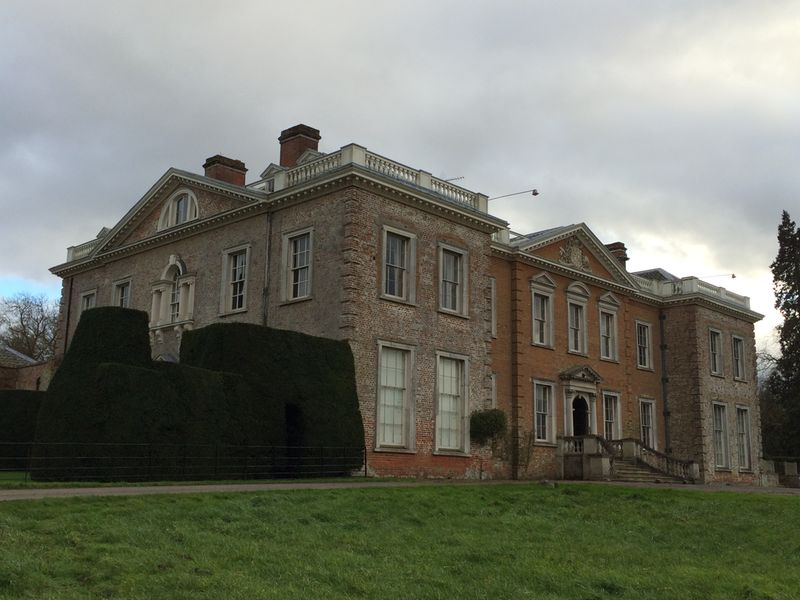
準男爵家の邸宅ソッターリー・ホール。

トマス・プレイターズ(1638年没)はサフォーク州長官を務めたほかナイトに叙された人物である。彼は1623年8月13日にイングランド準男爵位の(サフォーク州ソッターリーの)準男爵(Bronet, of Sotterley in the County of Suffolk)を授けられた。国王ジェームズ1世は授与に際して、この創設が最後の準男爵位の創設であると宣言している。
その子の2代準男爵ウィリアム(1590–1668)はオーフォード選挙区選出の長期議会議員を務めた。彼の死後は弟ライオネルが準男爵位を継承、以降は廃絶までこの系統で存続した。
5代準男爵ジョン(1636–1721)が死去すると、準男爵位は同名の甥ジョンが相続した。以降はその孫ジョン、その弟チャールズ、末弟ウィリアムの順で準男爵位は継承された。その8代準男爵ウィリアム(1832年没)が死去すると、他に次ぐべき有資格者もなく準男爵位は廃絶した。
一族の邸宅はソッターリー・ホール(Sotterley Hall)であったが、5代準男爵の代に庶民院議員マイルズ・バーンに売却された。

## ソッターリーのプレイターズ準男爵（1623年）
- 初代準男爵サー・トマス・プレイターズ (生年未詳 - 1638)
- 第2代準男爵サー・ウィリアム・プレイターズ（英語版） (1590–1668)
- 第3代準男爵サー・ライオネル・プレイターズ (1605–1679)
- 第4代準男爵サー・ジョン・プレイターズ (1636–1721)
- 第5代準男爵サー・ジョン・プレイターズ (1680–1768)
- 第6代準男爵サー・ジョン・プレイターズ (1742–1791)
- 第7代準男爵サー・チャールズ・プレイターズ (生年未詳 - 1806)
- 第8代準男爵サー・ウィリアム・ジョン・プレイターズ (生年未詳 - 1832)

### 註釈
1. ↑  準男爵位は爵位と異なり、準男爵という肩書だけ与えられる（「○○準男爵」といった形では与えられない）。他の準男爵位と区別する必要がある場合にのみ姓名を付けたり、由来する地名を付けたりして区別する。